# Achterhoek
De Achterhoek (Nedersaksisch: Achterhook) is een streek, bestuurlijke samenwerkingsregeling en COROP-gebied in de provincie Gelderland die ook wel De Graafschap wordt genoemd, naar het oude graafschap Zutphen dat in de ruimste zin een gebied beslaat met als grens: de Overijsselse streken Salland en Twente in het noorden, de Duitse grens in het oosten en zuidoosten, de Oude IJssel in het zuidwesten en de IJssel in het westen. Over de precieze grens lopen de meningen uiteen omdat er geen duidelijke historische grens is geweest.

## Etymologie

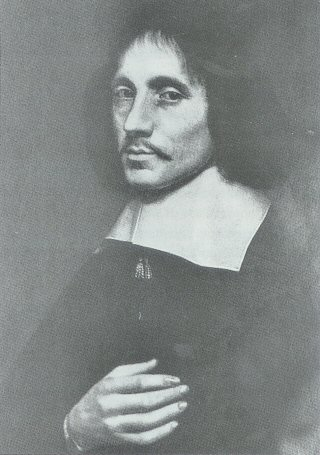
Willem Sluyter

Oorspronkelijk had het woord 'achterhoek' nog de betekenis voor een afgelegen hoek, maar rond 1872 werd daarmee ook het landschap Twente en graafschap Zutphen bedoeld. De vroegst bekende term 'achterhoek' duikt op in een gedicht van dominee Willem Sluyter uit de zeventiende eeuw: "Waer iemant duisent vreugden soek / Mijn vreugt is in dees' achter-hoek". Hij doelde daarmee mogelijk op het gedeelte van de landstreek waar hij werd geboren en woonde, de omgeving van de hoek Neede en Eibergen. Het is echter ook mogelijk dat hij zijn favoriete hoekje bij de haard bedoelde. Rond 1850 komt in boeken meermaals de aanduiding Achterhoek voor met betrekking tot de gehele streek. Schoolmeester Bernard Stegeman (1877 - 1952) schreef het 't Gif maor enen Achterhook / Den Gelderschen, den echten. Hij wordt soms ten onrechte beschouwd als diegene die voor het eerst het woord Achterhoek gebruikte voor het gebied van het voormalige graafschap Zutphen.
In 2018 werden de dichtregels van Willem Sluyter aanleiding om het 350-jarig bestaan van de Achterhoek te vieren. Mede-organisator Peter Rutgers sprak echter in datzelfde jaar in een publicatie met de titel 'Sluitermania' op basis van historisch onderzoek tegen dat die dichtregels de streeknaam gemunt zouden hebben. Rutgers: "Willem Sluiter had met dees’ achter-hoek zeker niet het huidige geografische gebied Achterhoek voor ogen. Laat staan dat hij de intentie had een gebied een eigennaam te geven. Met 'dees achterhoek' doelde de dominee louter op het gebied van zijn kerkelijke gemeente". Door de tekst van Sluyter steeds te herhalen zijn deze 17de-eeuwse dichtregels een 'marketingtool' geworden, aldus Rutgers. In de 20e eeuw heeft het succes van rockgroep Normaal het gebruik van de naam 'Achterhoek' bevorderd.
Er bestaan ook dorpen genaamd Achterhoek. Zie Achterhoek in de gemeente Hof van Twente, Achterhoek in de gemeente Nijkerk, Wilp-Achterhoek en Achterhoek in het voormalig Gelders Bovenkwartier bij de Duitse stad Geldern. "Aechterhook" is ook een straatnaam in het voormalig Stift Vreden.

## Begrenzing

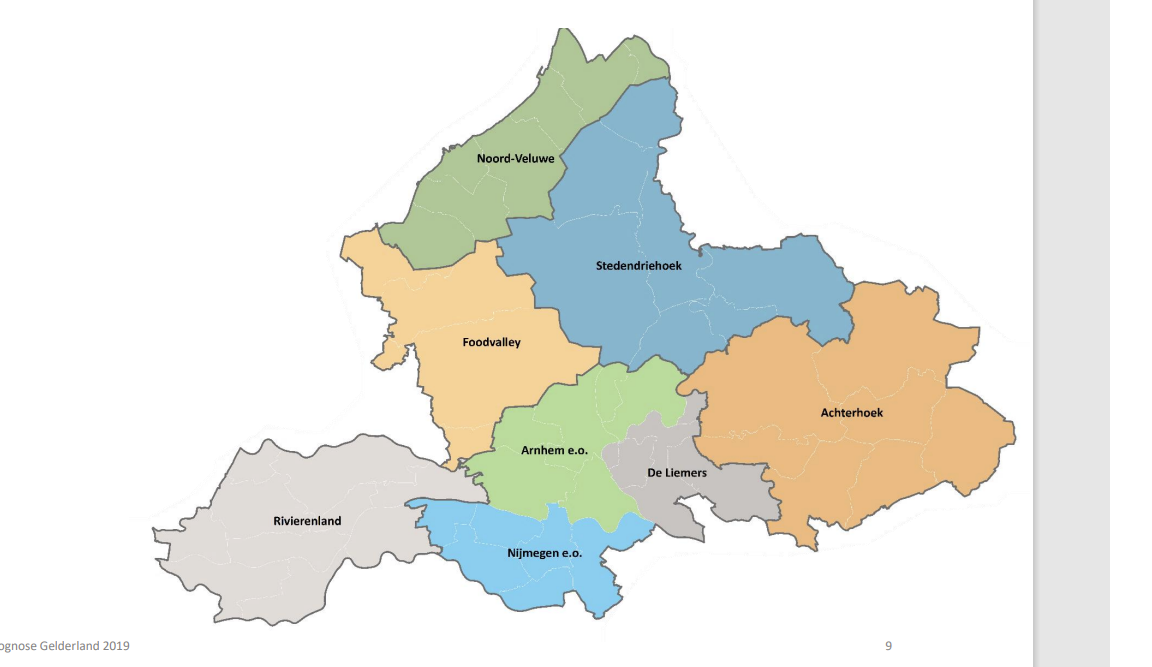
Door de provincie Gelderland gebruikte indeling voor regionale samenwerkingsverbanden en statistische regio's vanaf 2019.
Achterhoek
Regio Foodvalley
Regio Liemers (Liemerse Ambassade)
Regio Noord-Veluwe (RNV, 'Care Valley Veluwe')
Regio Rivierenland
Regio Arnhem en omgeving
Regio Nijmegen en omgeving
Stedendriehoek ('Cleantech Regio')

Kaart intergemeentelijke samenwerkingen in Gelderland en grensgemeenten in 2016.
Regio Achterhoek (8RHK) in 2016
De Wgr-regio is aan verandering onderhevig door herindelingen en wisselingen van gemeenten. Zo heeft de gemeente Montferland meerdere keren gewisseld tussen Regio Achterhoek en de Stadsregio Arnhem Nijmegen.

Als men het in moderne context over het gebied 'De Graafschap' heeft, dan spreekt men in zekere zin nog steeds over het historische graafschap Zutphen. Dat bestond als zelfstandige bestuurlijke en economische eenheid van de elfde tot de negentiende eeuw en de naam is als plaatsbepaling blijven bestaan. Het grondgebied dat de naam 'Achterhoek' draagt komt echter niet precies met dat van het graafschap Zutphen overeen. De historische Achterhoek is veeleer het gebied beoosten Hamaland dat voor de 13e eeuw deel uitmaakte van het bisdom Münster. Daarin lagen de kerspelen Winterswijk, Aalten, Bredevoort, Zelhem, Varsseveld, Silvolde, Hengelo, Groenlo, Lichtenvoorde, Vragender, Borculo (heerlijkheid Borculo), Geesteren, Neede, Eibergen en havezate Harreveld. De heersers van het graafschap Gelre zijn vanaf de 13e eeuw tot en met 17e eeuw geleidelijk in dat gebied binnengedrongen. Nadat het graafschap Zutphen steeds meer gebied verwierf ten koste van het bisdom Münster en het zelfstandige graafschap in 1127 door vererving als allodiaal bezit aan de graaf van Gelre kwam, is de naam Graafschap als plaatsbepaling blijven bestaan, hetzelfde gebied dat ook als Achterhoek bekendstaat.
De definitie van gebied "Achterhoek" is omstreden. Het gebied kent geen duidelijke afbakening langs het westelijke gedeelte. Hoewel de ten zuidwesten van de Achterhoek gelegen streek de Liemers als aparte streek wordt onderscheiden, neemt de gehele Liemerse gemeente Montferland sinds 2024 deel aan het samenwerkingsverband 'Regio Achterhoek'. Ze was daarvoor al aangesloten de Stichting Achterhoek-Toerisme. Over de in Montferland geplaatste 'Welkom in de Achterhoek'-borden van deze stichting ontstond in 2015 commotie. Door sommigen wordt aangenomen dat het bosgebied Montferland nog juist in de Achterhoek is gelegen, terwijl de voormalige gemeente Didam in de Liemers ligt. Volgens de koepelgids van de provincie Gelderland is ook het gehele gebied van het Montferland Liemers.
Doesburg is gesitueerd op een drielandenpunt met de grenzen van de Achterhoek, de Liemers en de Veluwe. De meningen verschillen over bij welke streek deze gemeente behoort. Zutphen, Brummen en Lochem maken administratief deel uit van de regio Stedendriehoek. Er wonen in deze gebieden veel mensen die zich 'Achterhoeker' voelen. De gehele gemeente Brummen wordt door het CBS bij COROP-gebied “Achterhoek” ingedeeld. Van oudsher wordt de Oude IJssel gezien als streekgrens. De toeristenbranche rekent echter alles ten oosten van de Gelderse IJssel tot de Achterhoek, inclusief de Liemers, Zutphen, Lochem en Doesburg.

## Geschiedenis

### Prehistorie

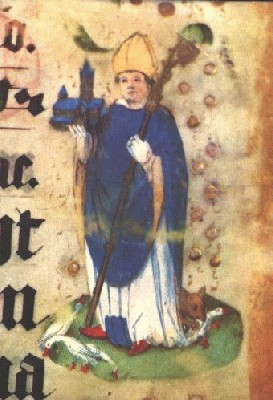
Liudger

Wie zich een beeld probeert te vormen van het oorspronkelijke landschap, ziet een open boslandschap, afgewisseld door venige gebieden met moerassen. Het gebied bestaat uit dekzandruggen, uitlopers van een diluviaal hoogteterras van oostelijke zijde. Vele beken stromen van oost naar west en voedden een lager gelegen strook van moerasbos en veen aan de westzijde van de Achterhoek, die een moeilijk te nemen barrière vormde voor bezoekers uit het westen. In het midden van de Achterhoek zou het niet duidelijk te lokaliseren bos Berlewalde hebben gelegen dat in een dertiende-eeuws document wordt genoemd. Later is hier door het laten grazen van gedomesticeerd vee vooral veel heide ontstaan.
De rivierduinen en dekzandruggen langs de rivieren en beken zijn volop bewoond geweest. Op veel plaatsen in de Achterhoek zijn sporen aangetroffen van nederzettingen uit de prehistorie, evenals urnenvelden en grafheuvels uit de late bronstijd. Rond Zutphen was het in de IJzertijd zelfs druk bewoond: elke zandkop was wel bewoond. Het is onduidelijk of de diverse plaatsen in de loop van de millennia permanent bewoond zijn gebleven, of dat er sprake is geweest van radicale volksverhuizingen.
Uit recent archeologisch onderzoek blijkt dat de eerste bewoners zich rond 11000 voor Christus in dit gebied waagden. Het waren rendierjagers van de Hamburgcultuur en de Ahrensburgcultuur. Jagerskampen zijn ontdekt in Doetinchem en Zutphen. In een oude afzetting van de Ooijerhoekse Laak bij Zutphen vonden archeologen twee 'afvalhopen' van jagers-verzamelaars uit een iets latere periode: de vroege fase van de midden-steentijd. De oudste dateert van 8650 en 8400, de andere van rond 6400 voor Christus. Uit de afvalhopen bleek dat deze eerste Achterhoekers zich in leven hielden met een rijke variatie aan vlees en vis. De eerste landbouwers kwamen in de nieuwe steentijd, ongeveer 4500 jaar geleden. In de loop van de Bronstijd en ijzertijd nam de agrarische bevolking snel toe, getuige sporen van nederzettingen en raatakkers die vanaf de Late Bronstijd tot in de Romeinse tijd als landbouwsysteem werden gebruikt voor de verbouw van primitieve graansoorten. Namen van volken, waarvan wordt aangenomen dat ze de Achterhoek hebben bewoond, zijn in chronologische volgorde: Bructeren en Chamaven (Germaanse stammen, later gerekend tot de Franken), en na de Grote Volksverhuizing de Saksen.

### Kerstening
De Achterhoek komt voor in geschriften vanaf de periode van zijn kerstening, ingezet in het laatste decennium van de 8e eeuw. Het westelijke deel, toen Hamaland geheten, viel onder het bisdom Utrecht, de oostelijke Achterhoek onder het bisdom Münster. Doetinchem wordt in 838 voor het eerst genoemd.
Nadat Karel de Grote de Saksische hertog Widukind definitief had verslagen, eiste hij van hem en zijn onderdanen de bekering tot het christendom. Zo kreeg de Nederlandse missionaris Liudger de opdracht om onder andere de heidense Saksen in de Achterhoek te bekeren. Hij heeft parochies gesticht in Groenlo, Wichmond, Winterswijk en Zelhem. Liudger werd later de eerste bisschop van Münster.

### Middeleeuwen en Vroegmoderne Tijd

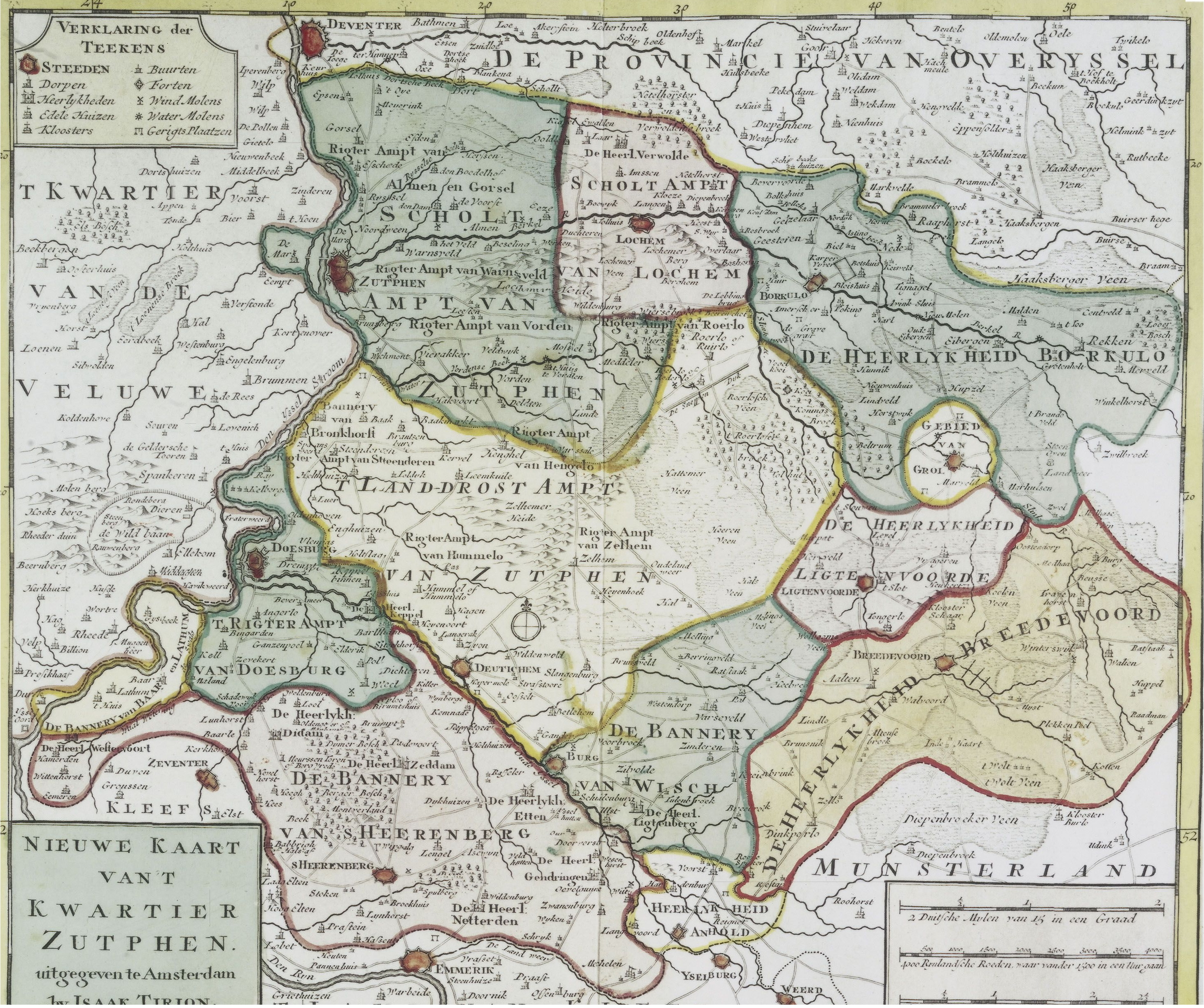
Het Kwartier Zutphen in 1741 uitgegeven door Isaak Tirion

Als eerste stad in Gelderland, en de Achterhoek, kreeg Zutphen stadsrechten in 1194/95. In de eeuwen erna volgden plaatsen als Bronkhorst (1482), Doesburg (1237), Doetinchem (1233), Terborg (1419), Lochem (1233) en Groenlo (1277). Alleen Zutphen kende in de middeleeuwen een echt stedelijk karakter en de stad was actief betrokken bij de overzeese handel en principaalstad in het Hanzeverbond. Lochem, Doetinchem en Doesburg waren bijsteden binnen het handelsverbond.
In het gebied bevindt zich een aantal kastelen van met name de adellijke families Bronkhorst en Van Heeckeren. De families vochten een verwoede machtsstrijd uit, met name tijdens de Gelderse Successieoorlog. In de middeleeuwen heeft zich in de Achterhoek een feodale maatschappij ontwikkeld, die voortduurde tot in de 19e eeuw. Het oostelijke deel van de Achterhoek, waarin de parochies Winterswijk, Aalten, Bredevoort, Zelhem, Varsseveld, Silvolde, Hengelo (G), Groenlo, Lichtenvoorde, Vragender, die voorheen deel uitmaakten van het graafschap Lohn onder het bisdom Münster, werd na de strijd om Bredevoort ook onderdeel van het graafschap Zutphen. Dat gebeurde geleidelijk in de 13e en 14e eeuw. De in het noordoosten gelegen heerlijkheid Borculo was lange tijd een zelfstandig staatje, maar werd later betwist door de hertogen van Gelre en de bisschoppen van Münster. Ook tijdens de Gelderse Oorlogen en de Tachtigjarige Oorlog werd het gebied regelmatig geteisterd door de vijandigheden. Onder andere om het Huis Bergh, Kasteel Keppel en de steden Bredevoort, Groenlo, is stevig gevochten. Bisschop Bernhard von Galen, bijnaam Bommen Berend, heeft ook na de Vrede van Münster met militaire acties geprobeerd de heerlijkheid Borculo tot zijn gebied te maken. Borculo behoorde immers niet tot het hertogdom Gelre en daarover stond dus niets in dat verdrag. De bisschop wist wel Groenlo, de heerlijkheid Bredevoort, en de heerlijkheid Lichtenvoorde in te nemen. De Münsterse bezetting duurde bijna 2 jaar en in mei van het jaar 1674 trokken de Münsterse troepen weer weg uit de Achterhoek. In 1616 ten slotte werd Borculo na een erfopvolgingstwist onderdeel van het graafschap Zutphen.

### Industrialisatie

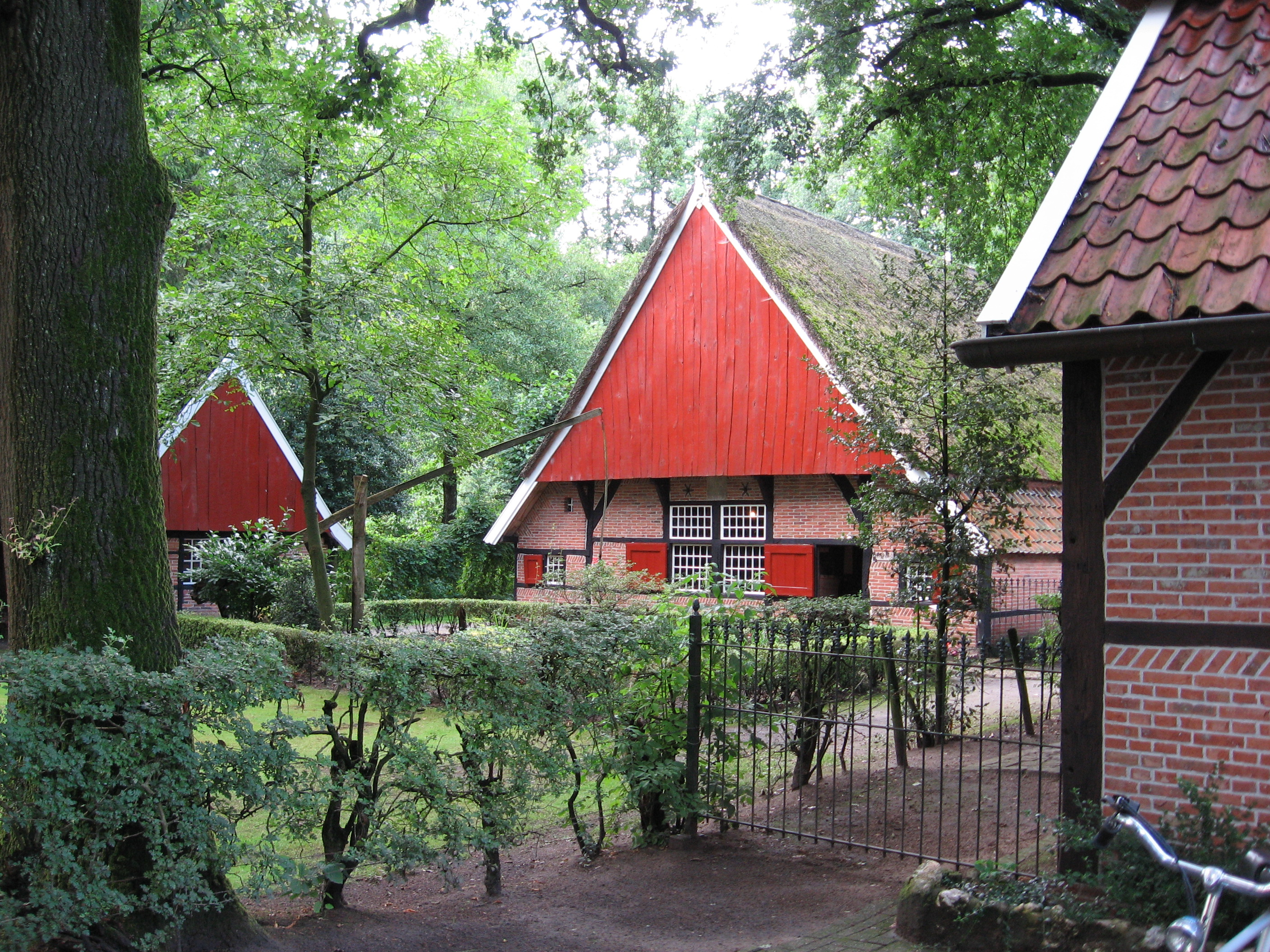
Saksische boerderij of Los hoes in Erve Kots

In een groot deel van de Achterhoek was tot in de 19e eeuw kleinschalige landbouw de voornaamste bron van bestaan. Veel buurschappen, dorpen én steden bezaten vaak gezamenlijk enkele esgronden en heidevelden in de buurt van de nederzetting. De rest van gronden was nog woest, met name de lagere delen. Pas in het begin van de 20e eeuw is de Achterhoek grootschalig ontgonnen. Lange tijd heeft men veel bos in de Achterhoek gekapt ten behoeve van de houtindustrie.
De industrialisatie heeft voornamelijk in twee delen van de Achterhoek plaatsgehad: in een strook langs de Oude IJssel en in de oostelijke Achterhoek. Dankzij de oerhoudende grond aan weerszijden van de Oude IJssel ontstond vroeg in de 18e eeuw een ijzerindustrie rond de plaatsen Ulft, Terborg, Doetinchem en Keppel. Bekende namen van Achterhoekse oorsprong zijn DRU, Pelgrim, Becking en Bongers en ATAG. In de oostelijke Achterhoek, in Aalten, Bredevoort, Neede en Winterswijk is de textielindustrie tot grote bloei gekomen, evenals in het aangrenzende Twente. Door de groeiende concurrentie uit het buitenland, met name uit de lagelonenlanden, bleek een groot deel van de textielindustrie na de Tweede Wereldoorlog niet langer levensvatbaar. Voor de textielindustrie zijn spoorlijnen aangelegd die dit deel van de Achterhoek verbonden met Arnhem, Zutphen, Twente en Duitsland.
Doordat de overheid en particuliere ondernemers, zoals de textielfabrikant Jan Willink, in de tweede helft van de 19e eeuw in de streek investeerden met de aanleg van spoorlijnen en verharde wegen, werd het gebied toegankelijker. Verschillende plaatsen werden aangesloten op het spoorwegnet van de Nederlands-Westfaalsche Spoorweg (NWS) en de GOLS. De rest van de Achterhoek werd begin 20e eeuw ontsloten door middel van goedkopere trambanen van een viertal trambedrijven. Hierdoor nam naast de traditionele agrarische sector de industriële werkgelegenheid toe, en werd de streek ook bezocht door recreanten. Met het toenemen van het wegverkeer zijn na de Tweede Wereldoorlog veel van de lokaalspoorlijnen en alle tramwegen verdwenen.
Grolsch-bier werd sinds 1615 gebrouwen in Groenlo (Nedersaksisch: Grolle). In het voorjaar van 2005 is de laatste echt 'Grolsche' bierbrouwerij gesloten en heeft het bedrijf de Achterhoek definitief verlaten.
In samenwerking met de universiteit in Wageningen is aan het begin van de 21e eeuw kleinschalige en kwalitatief hoogstaande wijnbouw van de grond gekomen. De meeste Achterhoekse wijnbouwers werken daarbij samen in een coöperatie. Inmiddels produceren tientallen wijngaarden tussen de 20.000 en 40.000 flessen per jaar (afhankelijk van de seizoensomstandigheden). Sommige wijnboeren winnen prijzen voor de kwaliteit van hun wijn.

## Geografie

### Landschap

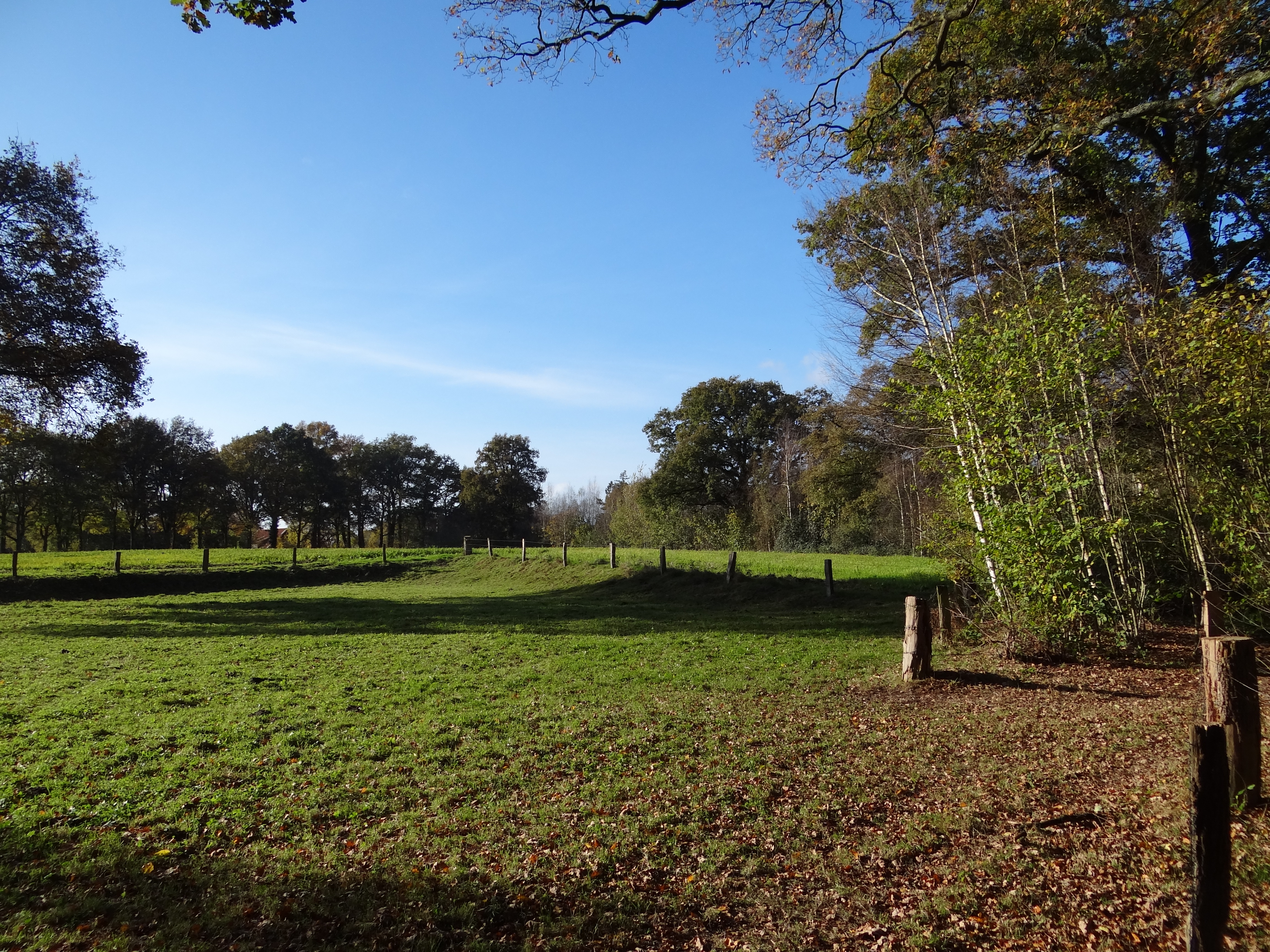
Coulisselandschap bij Aalten

In het Achterhoekse coulisselandschap is veel en geschakeerd natuurschoon te vinden zoals op de Lochemse Berg, in boswachterijen te Ruurlo, in de Slangenburg bij Doetinchem en in enkele veengebieden tegen de oostgrens met Duitsland zoals het Korenburgerveen en het Vragenderveen. De Achterhoek is rijk aan kastelen en landhuizen. Het bekendst is Vorden dat met acht kastelen een van de meest kastelen-rijke dorpen van Nederland is. Deze kastelen zijn: Huis Vorden, Hackfort, Den Bramel, De Kieftskamp, De Wildenborch, De Wiersse, Onstein en Huis Medler. Het landschap rond Winterswijk is misschien het meest karakteristiek voor de Achterhoek. Het heeft vanwege het bijzondere karakter de status van Nationaal Landschap Winterswijk gekregen.

### Gemeenten
Op 1 januari 2005 had een gemeentelijke herindeling plaats in de Achterhoek (en een aangrenzend deel van Overijssel). Hierbij werden enkele kleine gemeenten gefuseerd tot een aantal grotere. Na 2015 bestaat de Achterhoek in de ruimste opvatting (de COROP-indeling van het CBS) uit de volgende gemeenten:
| Gemeente          | Aantal inwoners op 22 november 2024 | Plaatsen | COROP-regio Achterhoek | Landstreek Achterhoek                                                                  |
| ----------------- | ----------------------------------- | --- | ---------------------- | -------------------------------------------------------------------------------------- |
| Aalten            | 27.308                              | Aalten, Bredevoort, Dinxperlo, De Heurne | Ja                     | Ja                                                                                     |
| Berkelland        | 43.933                              | Borculo, Beltrum, Eibergen, Geesteren, Gelselaar, Haarlo, Neede, Noordijk, Rekken, Rietmolen, Ruurlo.                                                                                                 | Ja                     | Ja                                                                                     |
| Bronckhorst       | 36.119                              | Hengelo, Bronkhorst, Laag-Keppel, Achter-Drempt, Baak, Halle, Hoog-Keppel, Hummelo, Keijenborg, Kranenburg, Olburgen, Steenderen, Toldijk, Velswijk, Vierakker, Voor-Drempt, Vorden, Wichmond, Zelhem | Ja                     | Ja en Nee (Eldrik ligt in de Liemers)                                                  |
| Brummen           | 21.286                              | Brummen, Eerbeek, Empe, Hall, Leuvenheim | Ja                     | Nee (Veluwe)                                                                           |
| Doesburg          | 11.079                              | Doesburg | Nee(A/N)               | Ja en Nee (De wijk Beinum ligt in de Liemers)                                          |
| Doetinchem        | 59.623                              | Doetinchem, Gaanderen, Nieuw-Wehl, Wehl, Wijnbergen | Ja                     | Ja en Nee (Nieuw-Wehl, Wehl en Wijnbergen liggen in de Liemers)                        |
| Lochem            | 34.289                              | Lochem, Almen, Barchem, Epse, Eefde, Exel, Gorssel, Harfsen, Laren | Ja                     | Ja                                                                                     |
| Montferland       | 36.873                              | Didam, 's-Heerenberg, Azewijn, Beek, Braamt, Kilder, Lengel, Loerbeek, Loil, Nieuw-Dijk, Stokkum, Zeddam                                                                                              | Ja                     | Ja en Nee (De gemeente Montferland ligt nagenoeg volledig in de Liemers)               |
| Oost Gelre        | 29.969                              | Lichtenvoorde, Groenlo, Harreveld, Lievelde, Mariënvelde, Vragender, Zieuwent | Ja                     | Ja                                                                                     |
| Oude IJsselstreek | 39.402                              | Bontebrug, Breedenbroek, Etten, Gendringen, Heelweg, Megchelen, Netterden, Silvolde, Sinderen, Terborg, Ulft, Varsselder, Varsseveld, Westendorp                                                      | Ja                     | Ja en Nee (Het gebied ten zuiden van de Oude IJssel in de gemeente ligt in de Liemers) |
| Winterswijk       | 29.231                              | Winterswijk, Meddo | Ja                     | Ja                                                                                     |
| Zutphen           | 48.752                              | Zutphen, Warnsveld | Ja                     | Ja en Nee (De wijk De Hoven ligt er niet in)                                           |

### Taal

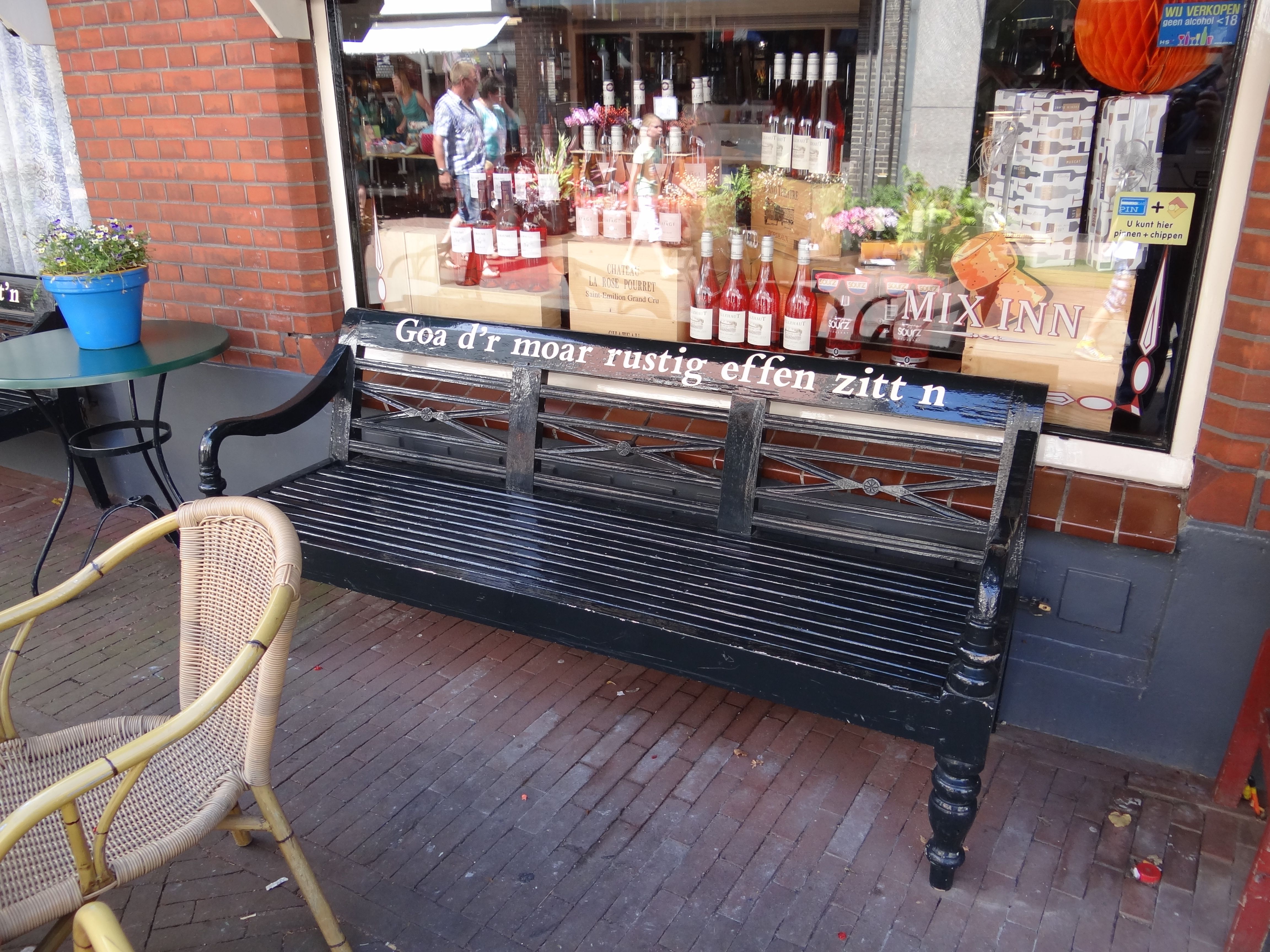
Nedersaksische uitnodiging op een bankje te Lichtenvoorde

In de Achterhoek spreekt men van oudsher varianten van  Nedersaksisch en Nederfrankisch. De Nedersaksische variant wordt taalkundig geclassificeerd als het Achterhoeks. Deze dialecten worden ook wel plat genoemd, die binnen de streek varianten kennen. Rondom Doesburg, Doetinchem, Gendringen en het gebied ten zuiden van deze plaatsen zijn Kleverlandse/Liemerse dialecten (vallend onder het Nederfrankische taalgebied) te lokaliseren. Inwoners met Nedersaksisch als enige taal beginnen zeldzaam te worden. Veel Achterhoekers zijn tweetalig opgevoed, vaak met Nedersaksisch thuis en Nederlands op school. Uit een onderzoek van 2005 naar het gebruik en beheersing van het Nedersaksisch blijkt dat 73% van de Achterhoekers het Nedersaksisch redelijk tot zeer goed spreekt, dat 60% het thuis inderdaad spreekt en dat 45% het frequent, wekelijks tot maandelijks, leest. Het Nedersaksisch is een grensoverschrijdende streektaal en is in Europa als volwaardige taal erkend onder deel II van het Handvest van Europese talen. Echter een erkenning van het Nedersaksisch onder deel III van het Handvest van Europese talen werd in 2016 niet toegekend.
Dwars over de Achterhoek ligt de Eenheids-pluralislijn met de Oude IJssel als taalgrens. Ten zuiden daarvan zijn invloeden merkbaar van de Kleverlandse/Liemerse dialecten (20) dat een overgang vormt tussen de Zuid-Gelderse dialecten ten zuidwesten van de Liemers en het Nedersaksische Achterhoeks ten noordoosten van de Liemers. Ten westen van de lijn Doetinchem, Hengelo, Vorden en Laren (ligt de overgangszone naar het Oost-Veluws) spreekt men Gelders-Overijssels. (17) In het oosten worden Twents-Graafschapse dialecten gesproken. (16) Het wordt zowel tot het Twents gerekend als tot het Achterhoeks met de provinciegrens als taalgrens, maar eigenlijk is het één dialect met kleine verschillen in de spelling.
Mede door immigratie uit en bestuur van het westen uit heeft het Nederlands veel invloed op de Achterhoekse streektaal. Veel oude woorden zijn vergeten en vervangen door van het Nederlands afgeleide varianten. Anderzijds zijn ook nieuwe woorden ontstaan zoals: Spiekerbokse voor spijkerbroek of huulbessem (letterlijk huilbezem) voor stofzuiger.
De opkomst van streektaal- en dialectmuziek zorgt voor een bepaalde toename aan populariteit van het Nedersaksisch. De avonturen van Aornt Peppelenkamp, geschreven in de streektaal, verschenen veertig jaar lang in De Graafschapbode. De gedichten en boeken van Bernard Stegeman, maar bovenal de rockgroep Normaal (met een opname in de Canon van Gelderland) hebben bijgedragen aan de "emancipatie" van de Achterhoekers. Men werd er trots op boer te zijn. Supporters van voetbalclub De Graafschap bedienen zich van de geuzennaam "superboeren". Jovink en de Voederbietels is ook een bekende popgroep uit de Achterhoek. Iets minder bekend buiten de Achterhoek, maar in de streek zelf populair is de popgroep Boh Foi Toch.

### Religie

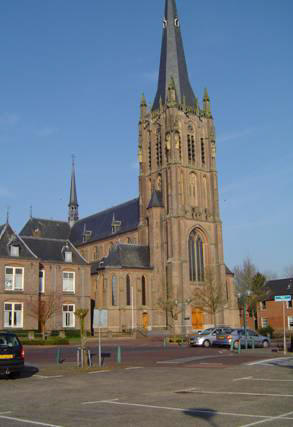
De Sint-Werenfriduskerk in Zieuwent

Volgens het Centraal Bureau voor de Statistiek was in 2003 nog 34,4% van de Achterhoekse bevolking rooms-katholiek, 23,9% Nederlands hervormd, 4,7% gereformeerd, 3% moslim, 5,1 % overig; en 31,2% gaf aan geen kerkelijke gezindte te hebben. Er zijn geen recentere percentages bekend voor de Achterhoek, wel blijkt uit landelijke CBS-gegevens dat sinds 2003 het aantal christenen verder is afgenomen.
Door de toenemende secularisatie neemt het aantal gelovigen, en met name het kerkbezoek gedurende de laatste decennia af. Vooral de katholieke kerk moet ingrijpend reorganiseren door de nog steeds verdergaande ontkerkelijking. Nadat in het begin van de 21e eeuw de dekenaten waren opgeheven werden vervolgens in de hele regio rooms-katholieke parochies samengevoegd.
Verwacht wordt dat verscheidene kerken mede als gevolg van de reorganisatie maar vooral door het afnemend kerkbezoek hun deuren zullen moeten sluiten. Ook het aantal katholieke missen is sterk verminderd vanwege het steeds verder afnemende kerkbezoek. Volgens de gegevens van het onderzoeksinstituut KASKI over 2006 is het aantal zondagse kerkbezoekers in het bisdom Utrecht (dat ook de Achterhoek omvat) gedaald tot minder dan een procent van de bevolking.
Kerkelijk kenmerkte de Achterhoek zich tijdens Maurits' veldtocht van 1597 waarmee de reformatie werd ingevoerd waardoor de streek nadien grotendeels van Nederlands-hervormde signatuur was, met een aantal rooms-katholieke 'enclaves'. Dit zijn onder andere de voormalige gemeenten Bergh en Wehl, en plaatsen als Groenlo en Lichtenvoorde. In het midden is er vanuit het zuidoosten naar het noordwesten een lijn te trekken, die vanaf Dinxperlo naar Varsseveld, Zelhem naar Hengelo loopt, van dorpen met voornamelijk een protestantse bevolking. Het noordoosten en zuidwesten van de streek is van oudsher over het algemeen katholiek. Doetinchem kent – voor zover godsdienstig gezien – een gemengde bevolking. In Aalten telt men vanouds talrijke gemeenteleden van de Gereformeerde Kerken in Nederland (sinds 2004 PKN).

## Cultuur

### Musea

#### Kasteel Huis Bergh

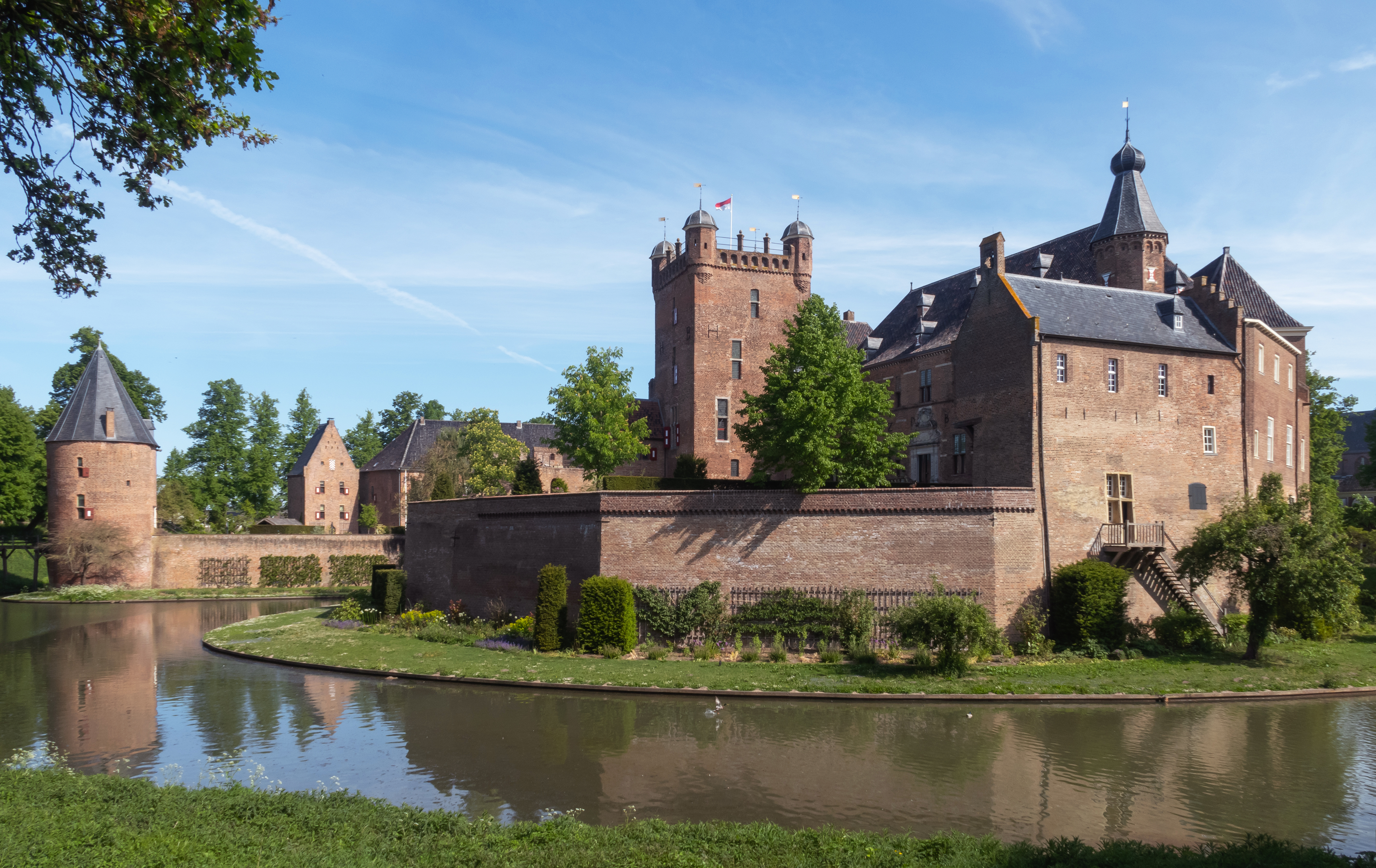
Huis Bergh

Er is veel vroege Italiaanse schilderkunst te zien in Huis Bergh in 's-Heerenberg. Een zeer bijzonder werk is een paneel (de aartsengel Gabriël) uit de wereldberoemde Maestà van Duccio. Het schilderij werd in de 19e eeuw aan de collectie van het kasteel toegevoegd. Verder bevinden zich in de collectie enkele werken uit de school van Jheronimus Bosch, waaronder een Bruiloft van Kana. Huis Bergh herbergt ook een uitzonderlijke collectie middeleeuwse handschriften. De basis van de collectie werd gelegd door aankoop door genoemde Jan Herman van Heek van de Collectie F.W. Mengelberg in 1919.

#### Museum More
In Gorssel is sinds 2015 Museum MORE gevestigd. De collectie van Hans Melchers bestaat voor het grootste gedeelte uit de oorspronkelijke Scheringa-collectie met werk in de stijl van het magisch realisme en het realisme, waaronder werken van Carel Willink, Jan Mankes en Charley Toorop. Medio 2017 werd een tweede locatie geopend in Kasteel Ruurlo te Ruurlo.

#### Nationaal Onderduikmuseum
Het Nationaal Onderduikmuseum in Aalten is een onderduik- en verzetsmuseum. Het museum belicht het dagelijks leven tijdens de Tweede Wereldoorlog en de persoonlijke keuzes die men destijds moest maken. De nadruk ligt daarbij op onderduiken in bezettingstijd, mede omdat Aalten tijdens de bezettingstijd relatief veel onderduikers onderdak verschafte.

#### Openbaar Vervoer Museum
Het Openbaar Vervoer & Speelgoed Museum is gevestigd in Doesburg. De collectie bevat naast schaalmodellen van vervoermiddelen allerlei aanverwante voorwerpen en de inventaris van een speelgoedwinkel uit 1900.

#### Stadsmuseum Doetinchem
In het Stadsmuseum Doetinchem toont men twee maquettes uit 1830 en 1940 van de stad Doetinchem. Daarnaast bestaat de collectie onder andere uit een verzameling werken van Achterhoekse schilders, archeologische vondsten en topografische kaarten. Het museum is gevestigd in het voormalige postkantoor en bevat een stijlkamer in jugendstil. De kamer is als vergaderruimte te huur. In het museum is de kunstuitleen ondergebracht.

#### DRU-Industriepark

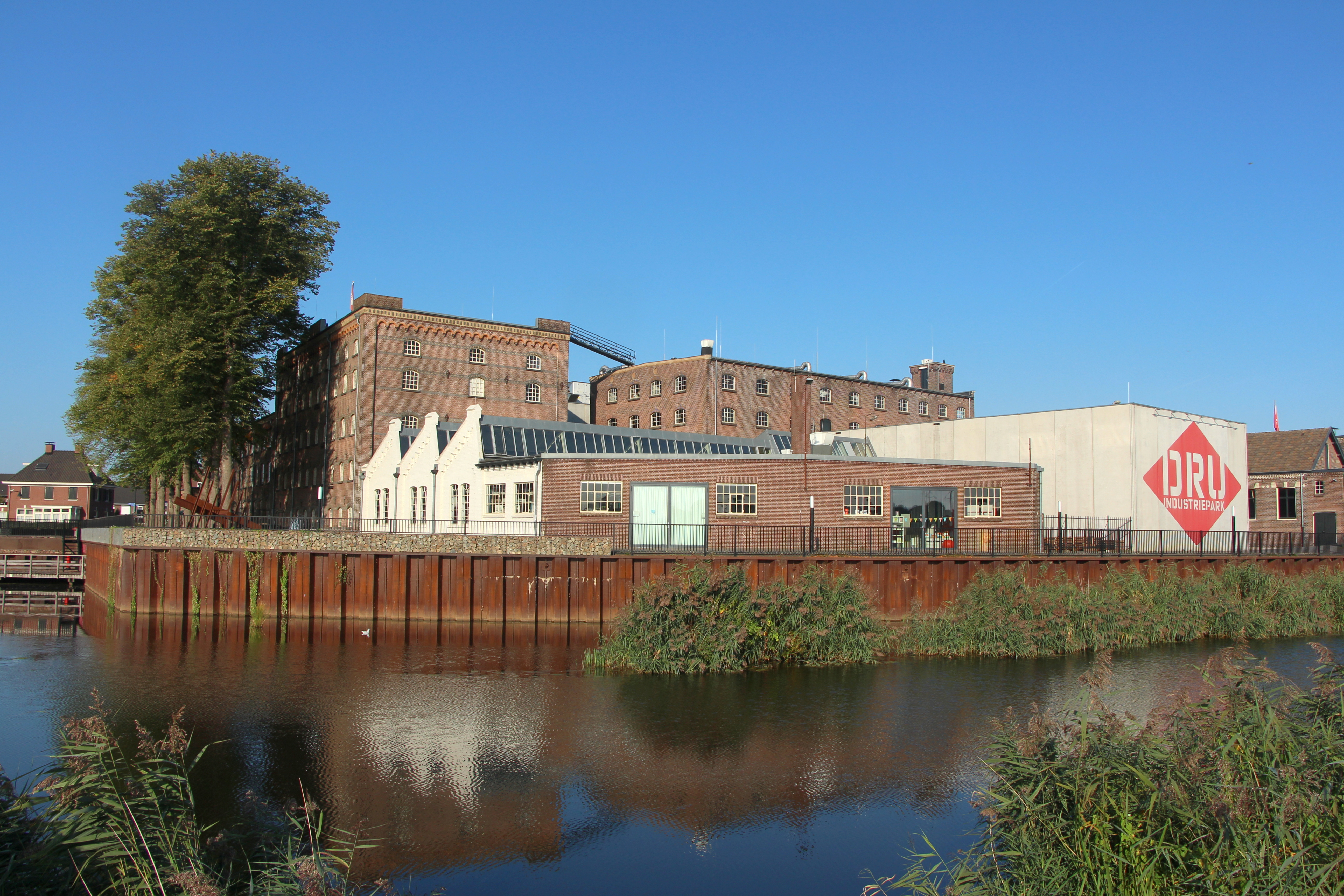
Een deel van het DRU Industriepark, gelegen aan de Oude IJssel

In Ulft (Oude IJsselstreek) staat een complex van rijksmonumenten van de voormalige ijzergieterij DRU. Dit werd uiteindelijk het DRU Industriepark, een cultureel centrum. De gebouwen beherbergen een theater, een poppodium, een conferentiezaal, een bibliotheek, een restaurant en verschillende ruimtes voor tentoonstellingen. Sommige gebouwen worden als kantoorruimte of als woningen gebruikt. De Iesselganger, een rondvaartboot op deOude IJssel, heeft hier een aanlegsteiger.

#### Villa Mondriaan
Het in Winterswijk gevestigde Villa Mondriaan is een museum over de jonge jaren van Piet Mondriaan. De jaren waarin zijn kunstenaarschap werd gevormd, bracht hij door in de villa waarin tegenwoordig museum Villa Mondriaan is gevestigd. Met behulp van hedendaagse middelen wordt hier het levensverhaal van Mondriaan verteld.

#### Lalique Museum Doesburg
Museum in Doesburg, geheel gewijd aan de juwelen- en glaskunst van René Lalique.

#### Dickens Museum
In het stadje Bronkhorst, stond tot 2017 het Dickens Museum gewijd aan de boeken van de Engelse schrijver Charles Dickens. Het was een particulier initiatief van Sjef en Alie de Jong, gevestigd in een oude stadsboerderij. Het museum is verhuisd naar Braamt, waar het in 2023 werd heropend.

#### Museum STAAL
Museum STAAL (Staring in Almen) is gewijd aan het landschap, de geschiedenis en de cultuur van de Achterhoek. Dichter en landbouwkundige A.C.W. Staring (1767-1840) hield van deze streek. In zijn voetsporen worden heden en verleden met elkaar verbonden.

### Tradities

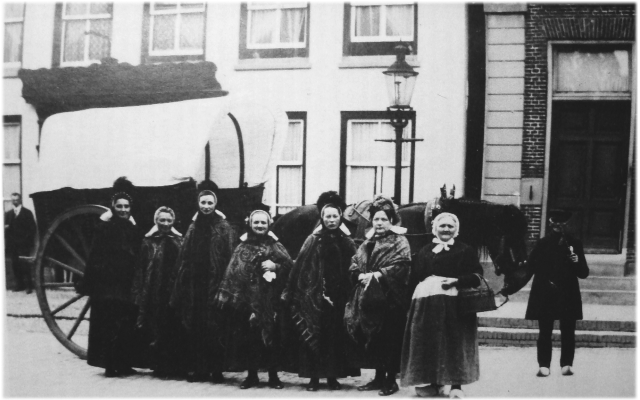
Noaber vrouwleu in klederdracht in Aalten, 1930

In delen van de Achterhoek worden nog veel tradities levend gehouden zoals dauwtrappen (tijdens Hemelvaartsdag), het carbidschieten, 'nieuwjaar winnen' (het inzamelen van zakken snoep door de kinderen op nieuwjaarsdag) of het eten van kniepertjes (wafels) met oud en nieuw, het paasvuur, het plaatsen van een huwelijksboog voor een bruidspaar en een meiboom (als de bouw van een huis het hoogste punt heeft bereikt), het midwinterhoornblazen tussen Advent ("anbloazen") en Driekoningen (6 januari, "afbloazen"), kroamschudd'n (het afleggen van een kraamvisite), het lopen met een palmpasenstok tijdens palmpasen, Schuttersfeesten en veelal het bijbehorende vendelen. Een volgens sommigen typisch Oost-Nederlands gebruik dat men in de Achterhoek terugvindt is de burenhulp, het noaberschap.

### Evenementen
Evenementen met een artikel op Wikipedia:

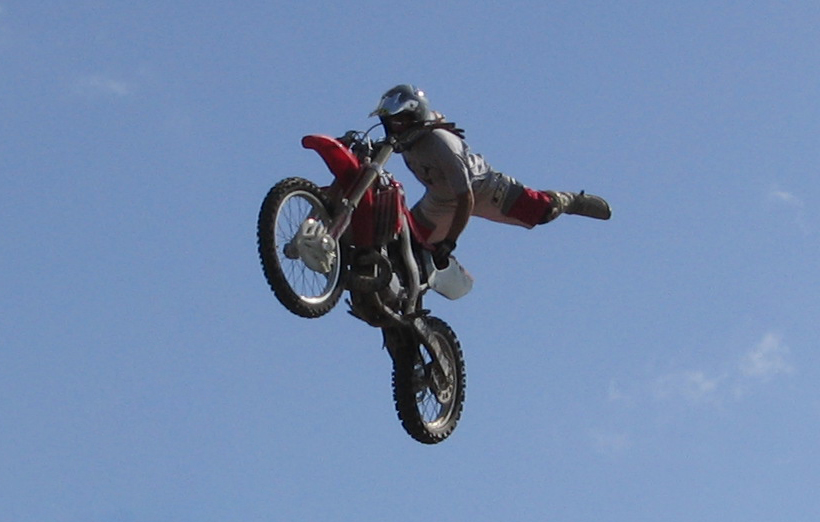
De Zwarte Cross

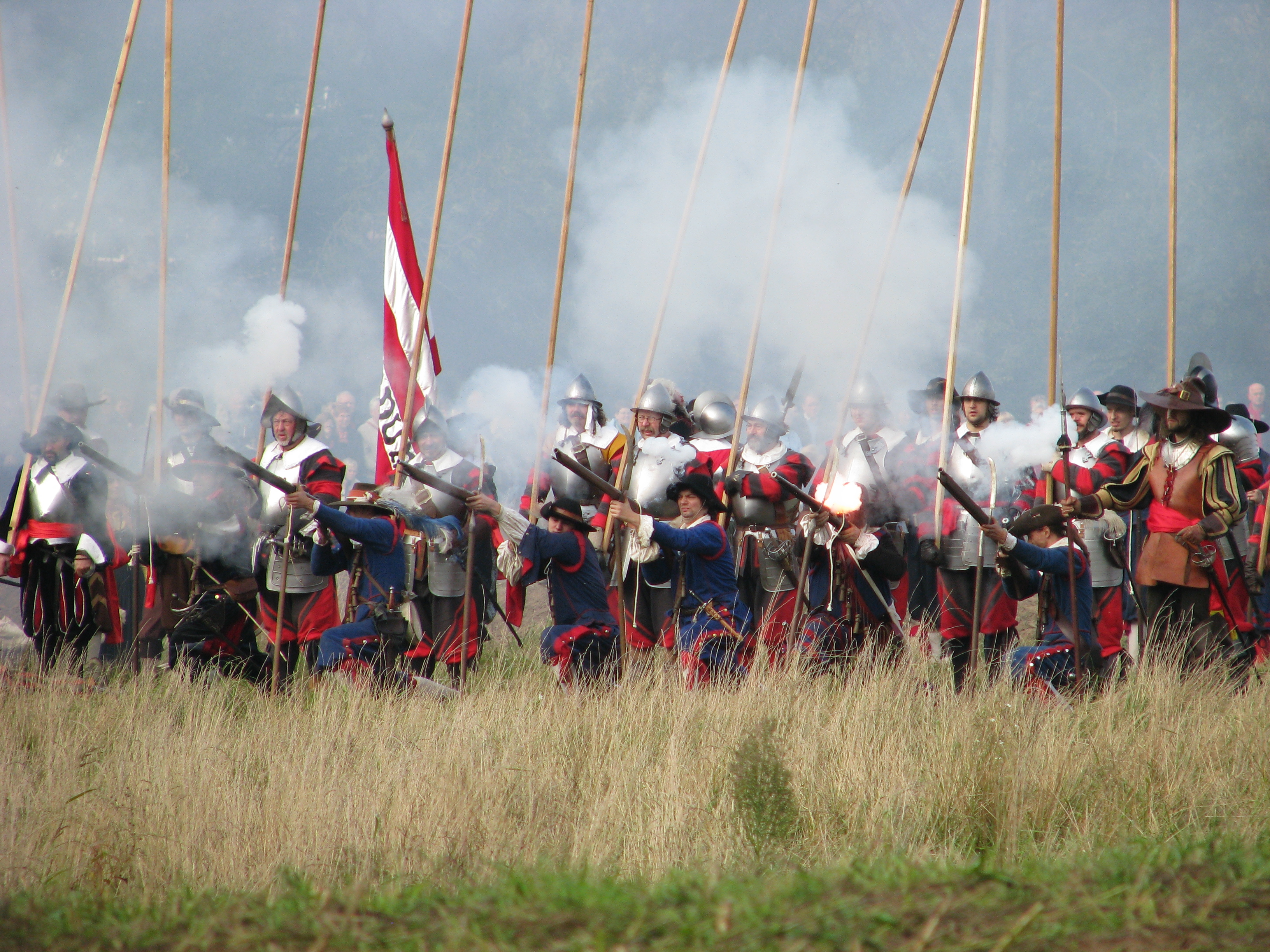
Slag om Grolle

- De Zwarte Cross in het buitengebied van Lievelde (tegen de bebouwing van Lichtenvoorde aan), een grootschalig jaarlijks pop- en cultuurfestival, en het grootste motorcrossevenement van West-Europa.
- De Achterhoek Berkelland Rally is een rally rondom Eibergen welke meetelt voor de Nederlands kampioenschap rally
- Bredevoort Schittert in Bredevoort.
- De Farm & Country Fair, een plattelandsshow die jaarlijks eind juni wordt gehouden in IJzerlo (gemeente Aalten).
- De Slag om Grolle, een terugkerend re-enactment in Groenlo, waarbij het Beleg van Grol door uit 1627 wordt nagespeeld.
- Huntenpop, Huntenkunst, Achterhoek Spektakel Toer (theater en muziekfestival) in de DRU Cultuurfabriek in de gemeente Oude IJsselstreek
- PaasPop Zieuwent, een popfestival in Zieuwent.
- Achterhoekse Wandelvierdaagse in de omgeving van Doetinchem.
- Nationale Jammarkt (jam, marmelade, gelei en andere vruchtenconserven) in Neede, gemeente Berkelland
- Bloemencorso Lichtenvoorde:(2)
- Steengroevetheater in Winterswijk
- Volksfeest Winterswijk, vogelschieten en bloemencorso:(2)

(2)Geplaatst op de lijst van de Nationale Inventaris Immaterieel Cultureel Erfgoed.

## Economie

### Exportproducten
- Uitvoerwaarde van 20%; vlees, zuivel, fruit en andere gewassen.
- Aardappelen, onder andere door Aviko.
- Diervoeders, onder andere door ForFarmers.
- Technologische producten (zoals Nedap) met ruim 25% uitvoerwaarde.[24]

### Toerisme
De verschaling van de landbouw heeft er mede voor gezorgd dat er binnen de regio veel plattelandstoerisme is ontstaan. Het gebied is in trek bij mensen die rust zoeken of juist een actieve vakantie wensen. Diverse activiteiten als fietsen (zoals de 80-jarige-oorlogroute, Arfgoodroute), wandelen, paardrijden, nordic walking, huifkartochten, kanovaren en ballonvaren, een verblijf bij een van de recreatieplassen zoals: Hilgelo, Slingeplas en Stroombroek zijn populair onder toeristen.

### Vlag van de Achterhoek

De Achterhoek heeft geen officiële vlag. Wel zijn er twee officieuze vlaggen bekend.
M. Kleinhout uit Halle ontwierp in 2011 een blauwe vlag met daarop het gestileerde contour van een boerderij met als opschrift "T Gif Maor Enen Achterhook" naar een gedicht van Bernard Stegeman.
De organisatie van de Zwarte Cross organiseerde in 2018 een ontwerpwedstrijd dat 475 inzendingen ontving. Via een website kon er gestemd worden. Tijdens de Zwarte Cross dat jaar, werd het winnende ontwerp van P. Heutinck uit Winterswijk geïntroduceerd. De groene vlag met het golvende kruis stelt een luchtfoto voor. Het initiatief kreeg steun van zeven Achterhoekse gemeenten, voetbalclub De Graafschap, stichting Achterhoek Toerisme en Achterhoek 2020. Achterhoek Nieuws, uitgever van 13 lokale Achterhoekse kranten plaatst sinds augustus 2018 deze vlag in de hoofding van de voorpagina van hun kranten.